# 那須町
那須町（日语：／ Nasu machi */?）是位於日本栃木縣東北部，屬那須郡的一町。日本皇室在此设有御用邸。